# Гашо Кнежевић
Гашо Кнежевић (Београд, 15. септембар 1953 — Београд, 14. март 2014) био је српски правник и политичар.

## Биографија
Завршио је Правни факултет у Београду, где је и докторирао 1987. године са тезом Меродавно право за трговачки уговор о међународној продаји робе.
Од 1980. године био је запослен на Правном факултету у Београду. Ужа специјалност му је била међународно приватно право. Био је арбитар у Спољнотрговинској арбитражи при Привредној комори.
Од јануара 2001. до марта 2004. године био је министар просвете у Влади Републике Србије.
Деведесетих година је био члан Грађанског савеза Србије, а касније је прешао у ДС да би од 2008. године постао члан Политичког савета Демократске странке.